# Alexander Scott
Alexander Scott (1853. – 1947.) bio je britanski kemičar.
Od 1919. – 1938. radio u Britanskom muzeju u Londonu gdje je utemeljio odjel za znanstvena i industrijska istraživanja, i u biti bio je drugi kemičar zaposlen u nekom europskom muzeju (prvi je bio Nijemac Rathgen još 1888.). Može ga se smatrati utemeljiteljem suvremeno koncipirane konzervatorsko restauratorske službe u Velikoj Britaniji. Najznačajniji njegov doprinos su njegova 3 izvještaja posvećena čišćenju i restauriranju muzejskih predmeta - The Cleaning and Restoration of Museum Exhibits (1921., 1923. i 1926.). Scott je osmislio i metodu uklanjanja klorida iz predmeta od bakra i njegovih slitina pomoću natrijeva seskvikarbonata, a koja se povremeno koristi i danas.

## Vanjske poveznice
- http://www.cci-icc.gc.ca/cci-icc/about-apropos/nb/nb32/hist-eng.aspx  Arhivirana inačica izvorne stranice od 14. srpnja 2014. (Wayback Machine)
- http://art-con.ru/node/1383  Arhivirana inačica izvorne stranice od 3. prosinca 2013. (Wayback Machine) Scott, A.: Očistka i restavracija muzeinih eksponatov, Moskva 1935.